# يانيك هابيرر
يانيك هابيرر (بالألمانية: Janik Haberer)‏ (2 أبريل 1994 ألمانيا - ) هو لاعب كرة قدم ألماني، يلعب كمهاجم.

## وصلات خارجية
جانيك هابيرير على موقع إي إس بي إن إف سي (الإنجليزية)
- جانيك هابيرير على موقع قاعدة بيانات كرة القدم.إي يو (الإنجليزية)
- جانيك هابيرير على موقع بيانات كرة القدم. دي إي (الألمانية)
- جانيك هابيرير على موقع Soccerbase.com (لاعب) (الإنجليزية)
- جانيك هابيرير على موقع Soccerway.com (الإنجليزية)
- جانيك هابيرير على موقع عالم كرة القدم.نت (الإنجليزية)
- جانيك هابيرير على موقع AS.com (الإسبانية)